# Montferrand (Aude)
Montferrand település Franciaországban, Aude megyében. Lakosainak száma 648 fő (2022. január 1.). Montferrand Airoux, Baraigne, Labastide-d’Anjou, Montmaur és Avignonet-Lauragais községekkel határos.

## Népesség
A település népességének változása:
| Lakosok száma | 438  | 352  | 356  | 467  | 524  | 544  | 565  | 602  | 625  | 648  |
|               | 1968 | 1982 | 1990 | 2006 | 2013 | 2015 | 2017 | 2019 | 2020 | 2022 |